# 에밀 슈타이거
에밀 슈타이거(독일어: Emil Staiger, 1908년 2월 8일~1987년 4월 28일)는 스위스의 문예학자, 역사가이다. 1931년부터 취리히 대학교의 교수로 재직했으며, 《시학의 근본개념》(1946)과 같은 저서를 남겼다.